# Xã Kildare, Quận Swift, Minnesota
Xã Kildare (tiếng Anh: Kildare Township) là một xã thuộc quận Swift, tiểu bang Minnesota, Hoa Kỳ. Năm 2010, dân số của xã này là 151 người.